# وزارة الزراعة (العراق)
وزارة الزراعة العراقية إحدى تشكيلات مجلس الوزراء العراقي، مهمتها إدارة الزراعة العامة والخاصة في العراق، يشغل منصب الوزير حالياً عباس جبر العلياوي.